# Vilacís d'Avall
Vilacís d'Avall és una masia de Taradell (Osona) inclosa a l'Inventari del Patrimoni Arquitectònic de Catalunya.

## Descripció
Masia situada dalt d'un terrer a la banda de ponent de Tarradell que presenta diverses èpoques constructives. El cos més antic és de planta rectangular, cobert a dos vessants (de diferent llargada) amb el carener paral·lel a la façana situada a llevant. Consta de planta baixa, primer pis i un sector de golfes. La façana presenta un portal rectangular (gres groguenc), finestres amb l'ampit motllurat i un portal d'accés al porxo (1730). A migdia es veu com la casa es troba directament assentada sobre la pedra, hi ha diverses obertures amb ampits i lloses de pedra vermellosa i una part del ràfec de la teulada de llosa. A ponent hi ha poques obertures i finestres a les golfes. Al nord presenta un cos cobert a un sol vessant, adossat a la planta i amb tres finestres amb reixa i ampit motllurat, i també finestres a les golfes. L'estat de conservació és força bo.
Hi ha un pou que fa la funció de cisterna, de planta ortogonal i amb la boca d'1 m de diàmetre, aproximadament, 20 m de profunditat i forma arrodonida a l'exterior. La corriola està suspesa d'una llinda d'una sola peça que forma un arc rebaixat i es recolza damunt uns pilars de pedra amb els angles escairats.
Es troba al primer pis del mas, sobre una eixida enllosada amb cairons de la "ditada" i comunica amb la casa a través d'un portal. És de pedra i es troba a la façana de tramuntana. Malgrat la deixadesa de l'entorn, l'estat de conservació és bo.
Probablement correspon a l'ampliació del segle xviii.

## Història
Antiga masia que fou construïda vers el S.XIV per un fadristern de Vilacís de Munt que antigament se'l coneixia per Vilacís Jussà.
La trobem registrada en els fogatges de 1553 de Barcelona com "Vilacís devall" i en el nomenclàtor de la província de Barcelona consta com Vilassis de Vall (Alqueria casa de labor).
La masia fou adquirida fa prop d'una generació pels Srs. Oliver